# Houdain-lez-Bavay
 Houdain-lez-Bavay  es una población y comuna francesa, en la región de Norte-Paso de Calais, departamento de Norte, en el distrito de Avesnes-sur-Helpe y cantón de Bavay.

## Demografía
| 861 | 887 | 817 | 802 | 890 | 911 |
| Para los censos de 1962 a 1999 la población legal corresponde a la población sin duplicidades (Fuente: INSEE [Consultar]) |     |     |     |     |     |